# Ley Orgánica del Estado

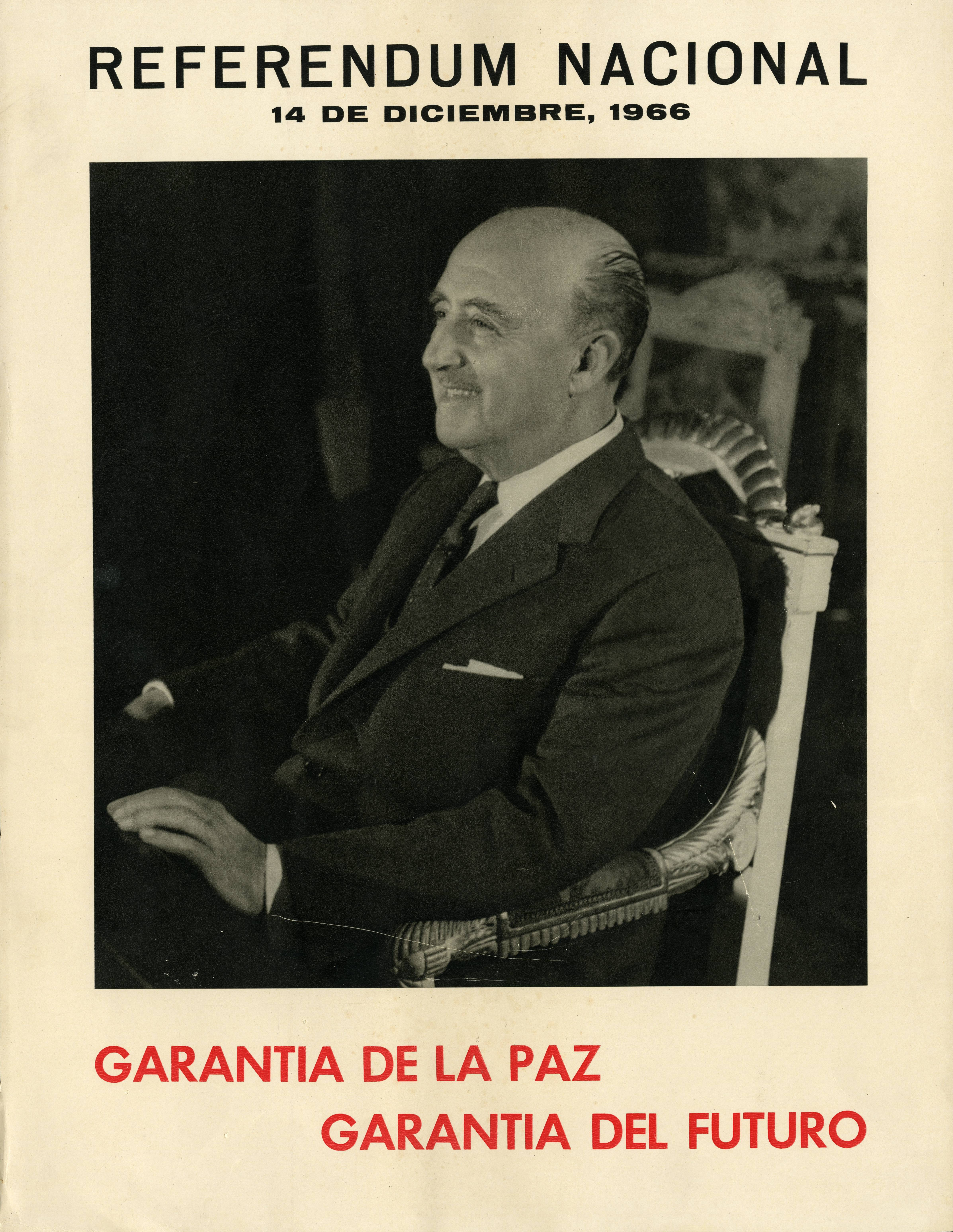
Cartel propagandístico gubernamental pidiendo el voto afirmativo en el referéndum de la Ley Orgánica del Estado.

La Ley Orgánica del Estado (1967) fue la séptima ley fundamental del Reino, promulgada por el X Gobierno  para «culminar» la institucionalización y asegurar la perdurabilidad del régimen después de Franco. Fue aprobada en referéndum el 14 de diciembre de 1966, con el voto favorable del 95,9% de los votantes, y entró en vigor el 10 de enero de 1967.

## Contenido
Se estructura en sesenta y seis artículos distribuidos en diez títulos:
- Título I. El Estado nacional (artículos 1-5). Recoge la soberanía nacional y los fines fundamentales del Estado: la defensa de la unidad de los hombres; la integridad, independencia y seguridad de la Nación; la salvaguardia del patrimonio espiritual y material de los españoles; el amparo de los derechos de la persona, de la familia y de la sociedad; y la promoción de un orden social justo. Asimismo, regula la bandera nacional. Entre los derechos destacan los de asociación, libertad religiosa y la posibilidad de crear asociaciones políticas.

- Título II. El Jefe del Estado (arts. 6-12). Es el representante de la Nación. Se recoge su estatuto y su inviolabilidad. Estará asistido por el Consejo del Reino y se le faculta para la convocatoria de referéndum. Se recoge la figura del «heredero de la Corona», sin especificar quien deba ser este.

- Título III. El Gobierno de la Nación (arts. 13-20). Separa la figura de jefe del Estado y presidente del Gobierno. Este último será designado por un plazo de cinco años por el jefe del Estado a partir de una terna propuesta por el Consejo del Reino. El presidente del Gobierno nombra y separa libremente a los ministros. Este sistema se implantó plenamente en  junio de 1973, cuando Franco designó como presidente a Luis Carrero Blanco —asesinado por ETA en diciembre de 1973; fue sustituido por Carlos Arias Navarro.

- Título IV. El Consejo Nacional (arts. 21-28). Denominado «Consejo Nacional del Movimiento», que tiene como fin fortalecer la unidad entre los hombres y entre las tierras de España, defender la integridad de los Principios del Movimiento Nacional, contribuir a la formación de las juventudes españolas en la fidelidad a los Principios del Movimiento Nacional. Entre sus atribuciones estaban promover la acomodación de las leyes a los Principios del Movimiento Nacional y demás Leyes Fundamentales del Reino, ejerciendo a este efecto el recurso de contrafuero.

- Título V. La Justicia (arts. 29-36). Recoge la independencia de la Justicia y la gratuidad para los que carezcan de recursos. Los órdenes jurisdiccionales son ordinarios (Civil, Penal, Contencioso-Administrativo y del Trabajo) y especiales (Militar y Eclesiástico).

- Título VI. Las Fuerzas Armadas (arts. 37-39). Se integra por los Ejércitos de Tierra, Mar y Aire y las Fuerzas de Orden Público. Los tres ejércitos disponen de un Estado Mayor, coordinado a través del Alto Estado Mayor. La Junta de Defensa Nacional propone al Gobierno las líneas concernientes a seguridad y defensa nacional.

- Título VII. La Administración del Estado (arts. 40-44). Recoge el principio de legalidad, prevé un procedimiento administrativo con recurso y el sometimiento al control judicial de la jurisdicción contencioso-administrativa. Recoge el Consejo de Economía Nacional y el Tribunal de Cuentas.

- Título VIII. La Administración local (arts. 45-48). Recoge los municipios y provincias y prevé que el Estado promueva el desarrollo de la vida municipal y provincial, proteja y fomenta el patrimonio de las Corporaciones locales y asegure a éstas los medios económicos necesarios para el cumplimiento de sus fines.

- Título IX. Relaciones entre los Altos Órganos del Estado (arts. 49-58). Regula las relaciones entre los poderes legislativo y ejecutivo.

- Título X. El recurso de contrafuero (arts. 59-66). Se prevé un recurso contra actos legislativos o disposiciones generales del Gobierno que vulneren los Principios del Movimiento Nacional o las demás Leyes fundamentales del Reino.

Por disposiciones adicionales se modificaron diversas leyes fundamentales anteriores, el Fuero de los españoles, el Fuero del trabajo, la Ley de Creación de las Cortes y la Ley de Sucesión. En concreto cambió la composición de las Cortes. Con miembros natos, miembros designados por el Jefe del Estado y miembros elegidos por la comunidad, en representación de la Familia, de las Corporaciones Locales y de la Organización Sindical. En concreto, eran 102 los procuradores elegidos por el tercio de familia.